# Хуреемарал
Хуреемарал (монг.: Хүрээмарал) сомон в Баянхонгорському аймаці Монголії. Територія 4,3 тис. км²., населення 2,7 тис. чол.. Центр – селище Делгермурун розташовано на відстані 848 км від Улан-Батора, 218 км від Баянхонгора. Школа, лікарня, сфера обслуговування.

## Клімат
Клімат різкоконтинентальний, середня температура січня -20 градусів, липня +20 градусів, в середньому протягом року випадає 150-260 мм опадів.

## Рельєф
Гори Богд (3012 м), Хуреемарал, Мандал, Сонор, Бумбат, Улзий. Більшу частину території займають невисокі гори, степові долини. Є багато солених озер.

## Корисні копалини
Залізна руда, цінне каміння, хімічна та будівельна сировина.

## Тваринний світ
Водяться лисиці, вовки, манули, козулі, зайці, аргалі, дикі кози, бабаки.